# NGC 6264
NGC 6264 este o roi de galaxii situată în constelația Hercule. A fost descoperită în 28 iunie 1864 de către Albert Marth. Se află la o distanță de 154,17 de megaparseci de Pământ.